# تروي ألفيس
تروي ألفيس (بالإنجليزية: Troy Alves)‏ هو لاعب كمال أجسام أمريكي، ولد في 26 سبتمبر 1966 في بريدجبورت في الولايات المتحدة.